# Yevgueni Deméntiev
Yevgueni Alexándrovich Deméntiev –en ruso, Евгений Александрович Дементьев– (Tayozhny, URSS, 17 de enero de 1983) es un deportista ruso que compitió en esquí de fondo. 
Participó en los Juegos Olímpicos de Turín 2006, obteniendo dos medallas, oro en los 30 km y plata en los 50 km. Ganó dos medallas en el Campeonato Mundial de Esquí Nórdico, plata en 2007 y bronce en 2005.

## Palmarés internacional
| Juegos Olímpicos   | Juegos Olímpicos      | Juegos Olímpicos  | Juegos Olímpicos |
| Año                | Lugar                 | Medalla           | Prueba           |
| ------------------ | --------------------- | ----------------- | ---------------- |
| 2006               | Turín (Italia)        | Medalla de oro    | 30 km            |
| 2006               | Turín (Italia)        | Medalla de plata  | 50 km            |
| Campeonato Mundial |                       |                   |                  |
| Año                | Lugar                 | Medalla           | Prueba           |
| 2005               | Oberstdorf (Alemania) | Medalla de bronce | Relevo 4 × 10 km |
| 2007               | Sapporo (Japón)       | Medalla de plata  | Relevo 4 × 10 km |